# Arctia duthula
Arctia duthula är en fjärilsart som beskrevs av Thierry-mieg 1910. Arctia duthula ingår i släktet Arctia och familjen björnspinnare. Inga underarter finns listade i Catalogue of Life.